# Theo Kelchtermans
Pour les articles homonymes, voir Kelchtermans.
Theo René Kelchtermans, né le 27 juin 1943 à Peer, est un homme politique belge, membre du CD&V.
Il est licencié en psychologie appliquée (KUL). Il fut conseiller au centre PMS de Neerpelt et membre du Gewestelijke Economische Raad voor Vlaanderen (GERV) de 1975 à 1985.

## Carrière politique
- 1974-1981 : conseiller provincial (Limbourg)
- 1976-     : conseiller communal à Peer
- 1977-1980 : premier échevin à Peer
- 1981-1991 : membre de la Chambre des représentants
- 1981-1995 : membre du Conseil flamand
- 1985-1988 : ministre communautaire de l’Enseignement et de la Formation
- 1988      : ministre communautaire de l’Emploi, de la Formation et de la Fonction publique
- 18-21 octobre 1988 : ministre communautaire de la Santé publique
- 1988-1992 : ministre communautaire de l’Environnement, de la Conservation de la Nature et de la Rénovation rurale
- 1991-1995 : sénateur élu direct
- 21-30 janvier 1992 : ministre communautaire des Travaux publics, des Transports et de l’Aménagement du Territoire
- 1992-1995 : ministre communautaire des Travaux publics, de l’Aménagement du Territoire et de l’Intérieur
- Mai - juin 1995 : membre du Conseil flamand
- 1995-1999 : ministre flamand de l’Environnement et de l’Emploi
- 1999-2003 : sénateur élu direct
- 1980-2012 : bourgmestre de Peer
- 1999-2003 : membre du Conseil interparlementaire consultatif de Benelux
- 2003-2007 : membre de la Chambre des représentants

## Distinctions
- Grand-croix de l'ordre de Léopold II (2007)
- Grand officier de l’ordre de Léopold (1999)